# Póvoa de Santarém
Póvoa de Santarém é uma povoação portuguesa do Município de Santarém que foi sede da extinta Freguesia de Póvoa de Santarém, freguesia que tinha 8,09 km² de área e 708 habitantes (2011), e, por isso, uma densidade populacional de 87,5 hab/km².
Foi extinta e agregada às freguesias de Azoia de Baixo e de Achete, criando-se a União das freguesias de Achete, Azoia de Baixo e Póvoa de Santarém. 
A agricultura é a actividade económica predominante. Situada num outeiro, rodeada de olivedos seculares, na zona do "Bairro", a Póvoa de Santarém dista 9 km da sede do Município.
Foi criada a 24 de Dezembro de 1672, depois da sua separação da Azóia de Baixo.

## Toponímia
O seu nome era então "Póvoa dos Galegos", topónimo que, segundo o historiador Albertino Henriques Barata, tem origem no facto de aqui se terem radicado muitos trabalhadores oriundos das Beiras e de Trás-os-Montes, destinados à construção de estradas, nos reinados de D. Pedro e D. Luís, a quem chamavam galegos. Os campos desta freguesia são bastante produtivos. Os seculares olivedos, assim como os vinhos e pomares, constituem, em finais do Séc. XX, a sua maior riqueza. Tem uma excelente localização no que respeita a rodovias sendo por isso um local popular como residência.

## População
| População da freguesia de Póvoa de Santarém | População da freguesia de Póvoa de Santarém | População da freguesia de Póvoa de Santarém | População da freguesia de Póvoa de Santarém | População da freguesia de Póvoa de Santarém | População da freguesia de Póvoa de Santarém | População da freguesia de Póvoa de Santarém | População da freguesia de Póvoa de Santarém | População da freguesia de Póvoa de Santarém | População da freguesia de Póvoa de Santarém | População da freguesia de Póvoa de Santarém | População da freguesia de Póvoa de Santarém | População da freguesia de Póvoa de Santarém | População da freguesia de Póvoa de Santarém | População da freguesia de Póvoa de Santarém |
| ------------------------------------------- | ------------------------------------------- | ------------------------------------------- | ------------------------------------------- | ------------------------------------------- | ------------------------------------------- | ------------------------------------------- | ------------------------------------------- | ------------------------------------------- | ------------------------------------------- | ------------------------------------------- | ------------------------------------------- | ------------------------------------------- | ------------------------------------------- | ------------------------------------------- |
| 1864                                        | 1878                                        | 1890                                        | 1900                                        | 1911                                        | 1920                                        | 1930                                        | 1940                                        | 1950                                        | 1960                                        | 1970                                        | 1981                                        | 1991                                        | 2001                                        | 2011                                        |
| 493                                         | 646                                         | 685                                         | 665                                         | 654                                         | 825                                         | 798                                         | 753                                         | 852                                         | 760                                         | 638                                         | 726                                         | 648                                         | 641                                         | 708                                         |

Nos censos de 1864 a 1920 figura como Póvoa dos Galegos, sendo-lhe dada a actual designação pelo decreto nº 10.681, de 07/04/1925
| Distribuição da População por Grupos Etários | Distribuição da População por Grupos Etários | Distribuição da População por Grupos Etários | Distribuição da População por Grupos Etários | Distribuição da População por Grupos Etários | Distribuição da População por Grupos Etários | Distribuição da População por Grupos Etários | Distribuição da População por Grupos Etários | Distribuição da População por Grupos Etários | Distribuição da População por Grupos Etários |
| -------------------------------------------- | -------------------------------------------- | -------------------------------------------- | -------------------------------------------- | -------------------------------------------- | -------------------------------------------- | -------------------------------------------- | -------------------------------------------- | -------------------------------------------- | -------------------------------------------- |
| Ano                                          | 0-14 Anos                                    | 15-24 Anos                                   | 25-64 Anos                                   | > 65 Anos                                    |                                              | 0-14 Anos                                    | 15-24 Anos                                   | 25-64 Anos                                   | > 65 Anos                                    |
| 2001                                         | 98                                           | 63                                           | 349                                          | 131                                          |                                              | 15,3%                                        | 9,8%                                         | 54,4%                                        | 20,4%                                        |
| 2011                                         | 108                                          | 64                                           | 344                                          | 192                                          |                                              | 15,3%                                        | 9,0%                                         | 48,6%                                        | 27,1%                                        |

Média do País no censo de 2001:  0/14 Anos-16,0%; 15/24 Anos-14,3%; 25/64 Anos-53,4%; 65 e mais Anos-16,4%
Média do País no censo de 2011:   0/14 Anos-14,9%; 15/24 Anos-10,9%; 25/64 Anos-55,2%; 65 e mais Anos-19,0%